# Perfect (The Veronicas)
Perfect è un singolo del duo musicale australiano The Veronicas, pubblicato il 20 ottobre 2023 come primo estratto dal sesto album in studio Gothic Summer.

## Descrizione
Prima pubblicazione con l'etichetta statunitense Big Noise Records, il brano anticipa l'uscita del sesto album in studio del duo, Gothic Summer, in commercio dal marzo 2024. La canzone è stata scritta dalle due sorelle Origliasso insieme a Travis Barker, batterista dei blink-182, Sierra Deaton (del duo Alex & Sierra) e John Feldmann, che l'ha anche prodotta con Ryan Linvill.
Il singolo è uscito anche in versione acustica il 16 novembre 2023.

## Video musicale
Il video musicale, diretto da Bradley Murnane, è stato reso disponibile sul canale YouTube del duo in concomitanza con il lancio del singolo.
Il brano in versione acustica è stato accompagnato da un ulteriore video musicale, uscito il 16 novembre 2023, in  cui il duo canta la canzone in uno spazio naturale all'aperto.

## Tracce
Testo e musica di Jessica Origliasso, Lisa Origliasso, Travis Barker, Sierra Deaton e John Feldmann.
Download digitale
1. Perfect – 2:33

Versione acustica
1. Perfect (Acoustic) – 2:31